# Arsenura crenulata
Arsenura crenulata är en fjärilsart som beskrevs av William Schaus 1921. Arsenura crenulata ingår i släktet Arsenura och familjen påfågelsspinnare. Inga underarter finns listade i Catalogue of Life.